# Viflotten
Viflotten är en sjö i Finspångs kommun i Östergötland och ingår i Motala ströms huvudavrinningsområde. Sjön är 2 meter djup, har en yta på 0,514 kvadratkilometer och befinner sig 65,1 meter över havet. Sjön avvattnas av vattendraget Lotorpsån (Haddeboån).

## Delavrinningsområde
Viflotten ingår i det delavrinningsområde (652575-149228) som SMHI kallar för Inloppet i Björken. Medelhöjden är 77 meter över havet och ytan är 43,17 kvadratkilometer. Räknas de 11 avrinningsområdena uppströms in blir den ackumulerade arean 265,56 kvadratkilometer. Lotorpsån (Haddeboån) som avvattnar avrinningsområdet har biflödesordning 2, vilket innebär att vattnet flödar genom totalt 2 vattendrag innan det når havet efter 51 kilometer. Avrinningsområdet består mestadels av skog (74 procent). Avrinningsområdet har 1,26 kvadratkilometer vattenytor vilket ger det en sjöprocent på 2,9 procent. Bebyggelsen i området täcker en yta av 0,51 kvadratkilometer eller 1 procent av avrinningsområdet.